# Hans David Tobar
Hans David Tobar (geboren als Hans David Rosenbaum am 18. April 1888 in Köln; gestorben 4. April 1956 in New York City) war ein deutscher Schauspieler, Autor, Kabarettist im Kölner Karneval. Nach der Machtergreifung der Nationalsozialisten wurde der jüdische Künstler ausgrenzt und erhielt 1933 ein öffentliches Auftrittsverbot. 1939 musste Hans Tobar mit seiner Familie aus Deutschland emigrieren.

## Leben
Hans Rosenbaum wurde als eines von zehn Kindern des aus Breskens stammenden Markus Rosenboom-Tobar und seiner Ehefrau Ida Kaufmann in Köln geboren. Er wuchs im Griechenmarkt-Viertel auf. Sein Vater arbeitete als Friedhofsaufseher für die Kölner Synagogen-Gemeinde und als Friedhofswächter des Deutzer jüdischen Friedhofs. Um 1900 änderte die Familie ihren Familiennamen von Rosenbaum (Rosenboom) in Tobar um, dem Mädchennamen der Mutter seines Vaters.
Nach seinem Schulabschluss begann er 1901 eine kaufmännische Ausbildung in einer Wollwaren- und Trikotagenhandlung. Anschließend verdiente er seinen Lebensunterhalt als Handelsreisender.
Vor dem Ersten Weltkrieg trat Tobar als Büttenredner bei verschiedenen Anlässen, wie bei Sommerfesten, dem jüdischen Purimfest und den alljährlichen Karnevalsveranstaltungen auf. Er arbeitete als Statist am Opernhaus, trat als Conférencier, z. B. im Rosenhof auf und übernahm kleinere Rollen in der Dramatischen Gesellschaft.
Bereits als 17-Jähriger trat er bei einer Sitzung der Großen Karnevals-Gesellschaft auf, die ihn 1910 als Protokollant aufnahm. Zu seinen Aufgaben als Protokollant der Karnevalsgesellschaft zählte die humoristische Eröffnung der Sitzung. Bei der Traditionsgesellschaft Rote Funken trat Hans Tobar zum ersten Mal im Januar 1914 auf. Während des Ersten Weltkrieges wurde er zum Wehrdienst einberufen und ab April 1915 in Aachen und Elsenborn im Sanitätsdienst eingesetzt. Die Roten Funken unterstützten in dieser Zeit ihr Vereinsmitglied mit Paketen. 29 Feldpostkarten von Hans Tobar an den Karnevalsverein sind überliefert. 1917 wurde er für ein Jahr an die Ostfront nach Russland versetzt. Kurz vor Kriegsende kam Hans Tobar wieder in das Lazarett in Aachen, wo er im Rahmen der Truppenbetreuung eingesetzt wurde.
Anfang der 1920er Jahre wurde Tobar fester Bestandteil der Sitzungen der Roten Funken. Im November 1922 wurde er zum Ehrensenator der Funken ernannt. Weil er während der Hyperinflation die Mitgliedsbeiträge nicht aufbringen konnte, wurde er 1923, wie über 70 andere Mitglieder, aus dem Karnevalsverein entlassen. Mitte der 1920er Jahre trat Hans Tobar nicht nur in Köln, sondern auch in anderen Städten im Rheinland, u. a. in Krefeld und Aachen, auf. Nach seiner Hochzeit im Jahr 1924 mit Ursel Direktorowitz verbrachte Hans Tobar die Sommermonate auf Norderney und trat auch hier zur Unterhaltung der Badegäste im Kaiserhof, im Simmerings Hotel, im Arcadia-Künstlerspiele und Tanzpalast und im Theater Der rote Teppich auf. Auf Norderney gründete er die Karnevalsgesellschaft Zoppejröns und trat mit der Rheinischen Puppenbühne auf. Zahlreiche bekannte Kölner Karnevalisten und Volkssänger, u. a. Willi Ostermann gastierten bei Tobars Aufführungen auf Norderney.
In Köln trat Tobar nicht nur als Kabarettist, Krätzchensänger und Rezitator bei den Traditionsgesellschaften auf, sondern beteiligte sich auch an den Lumpenbällen der Kölner Progressiven im Em dekke Tommes in der Glockengasse. Regelmäßig schrieb Tobar auch Programme für die jüdischen Karnevalsverein Kleiner Kölner Klub.
Nach der Machtergreifung der Nationalsozialisten wurde sein Bühnenvertrag mit den Blatzheim-Betrieben nicht verlängert und auch sein Name aus den Programmheften der Saison 1932/33 gestrichen. Hans Tobar durfte, obwohl er beim Kölner Publikum sehr bekannt und beliebt war, nicht mehr im offiziellen Karneval auftreten. Viele seiner ehemaligen Freunde wandten sich von dem jüdischen Künstler ab. Bis zum Sommer 1934 war es ihm noch möglich auf Norderney aufzutreten. Danach zog sich Hans Tobar mit seiner Familie nach Köln zurück. Wie viele der jüdischen Künstler konnte auch Hans Tobar nur noch bei Veranstaltungen des Jüdischen Kulturbundes Rhein-Ruhr und der Kölner jüdischen Gemeinde in der Rheinlandloge oder bei der Bürgergesellschaft auftreten. Die Anstellung beim Kulturbund Deutscher Juden sicherte ihm ein bescheidenes Auskommen, nachdem auch seine Frau nicht mehr ihrer Berufstätigkeit nachkommen durfte. Bei einigen Auftritten begleiteten ihn auch seine Kinder Max Theodor und Lieselotte (Liselke). Er arbeitete bis 1935 auch wieder als Schauspieler, u. a. im Stück Sonkin und der Haupttreffer. Für die Synagogen-Gemeinde moderierte er in Köln Tanzabende. In der Karnevalssaison 1937/38 trat Tobar letztmals in Deutschland auf.
Am 9. Dezember 1939 gelang ihm und seiner Familie die Emigration über Rotterdam in die Vereinigten Staaten von Amerika. In Amerika verdiente er seinen Lebensunterhalt als Maschinist in einem lederverarbeitenden Unternehmen. Vor deutschen Emigranten trat er bereits 1940 wieder mit karnevalistischen Programmen auf. Hans Tobar starb am 4. April 1956 in New York.

## Privatleben
Hans Tobar heiratete im Februar 1924 in Bremen die in Minsk geborene Ursel Direktorowitz (Dyrektorowitsch). Am 14. Mai 1924 wurde der Sohn Max Theodor in Bremen, am 11. März 1926 die Tochter Lieselotte in Köln geboren. Seine Frau eröffnete 1925 auf Norderney ein Bekleidungsgeschäft. Die Familie Tobar verbrachte die Badesaison regelmäßig auf Norderney, im Winter wohnten sie in Köln, am Rudolfplatz. Im Sommer 1934 endeten die Sommeraufenthalte der Tobars auf Norderney, das sich das Siegel „Nordseebad Norderney ist judenfrei“ gegeben hatte. Sie versuchte in Köln ihre berufliche Karriere, gemeinsam mit einer Freundin fortzusetzen. Die Übernahme eines Bekleidungsgeschäftes in der Hohen Pforte scheiterte jedoch. Ursel Tobar starb am 25. Mai 1940 in New York.
Viele Familienmitglieder der Familie Tobar wurden im Holocaust ermordet. Seine Mutter Ida Tobar wurde am 29. Januar 1943 im Alter von 90 Jahren ins Ghetto Theresienstadt verschleppt, wo sie kurz nach der Ankunft, am 10. Februar 1943 verstarb. Fünf Geschwister von Hans Tobar – Bernhard, Hermann, Julie, Sally und Willy – wurden in Litzmannstadt, Theresienstadt und Auschwitz ermordet.

## Ehrung und Rezeption

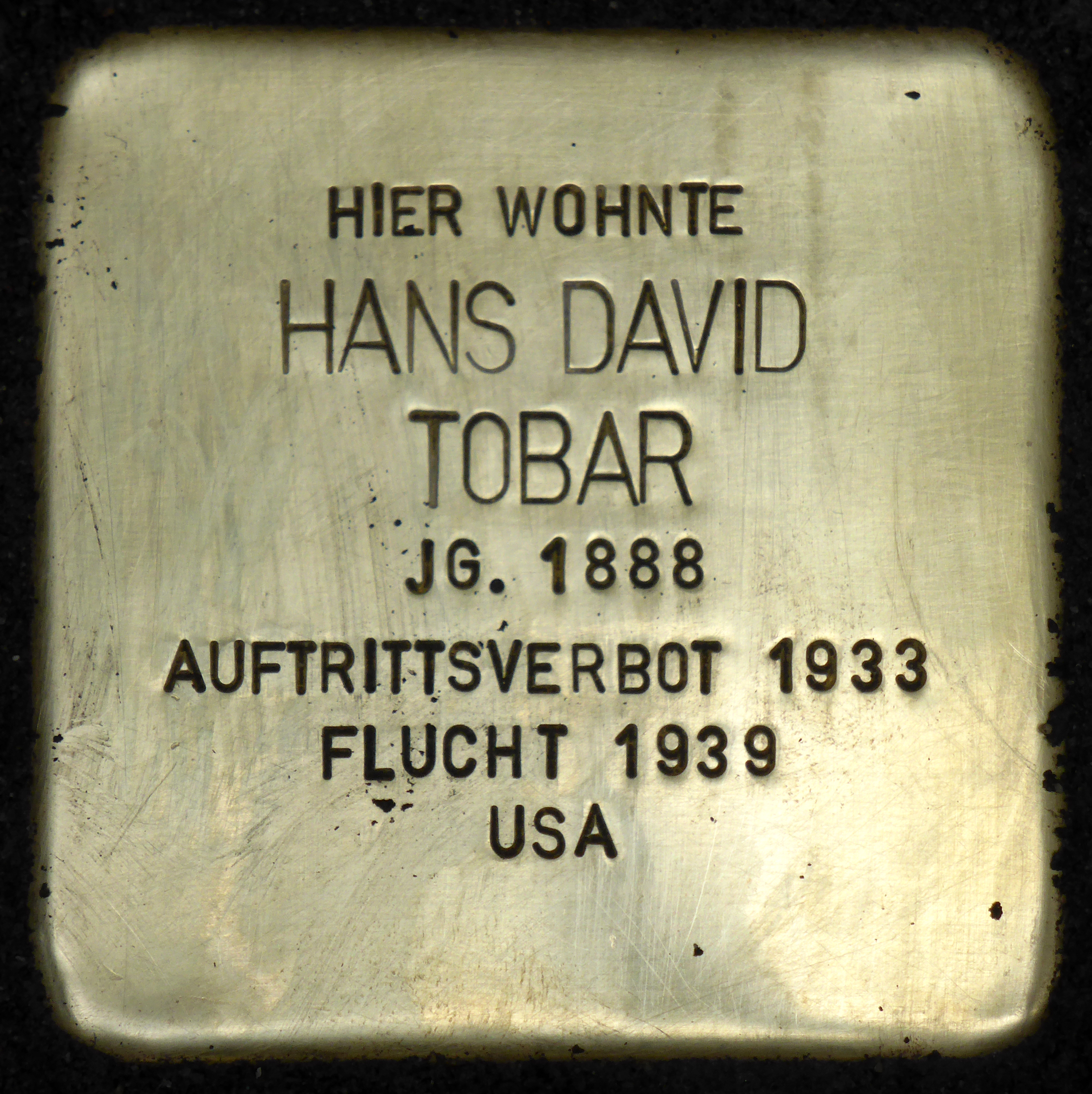
Stolperstein vor dem Wohnhaus Meister-Gerhard-Straße 5, Köln-Neustadt-Süd

Die Kölner Karnevalsgesellschaft StattGarde Colonia Ahoj vergibt seit 2014 in unregelmäßigen Abständen den Hans-David-Tobar-Preis. Mit dem Preis werden Menschen ausgezeichnet, „die sich selbstlos für andere Menschen einsetzen oder bei gesellschaftskritischen Themen mutig aufstehen und für Veränderung kämpfen“. Bei der erstmaligen Verleihung des Hans-Tobar-Preises an Markus Ritterbach war auch die damals 88-jährige Tochter Lieselotte Tobar-Cordaro und ihre Enkel Julia und David Cordaro anwesend. 2017 wurde der Hans-Tobar-Preis an Elfie Scho-Antwerpes verliehen.
Am 18. März 2019 wurde vor dem ehemaligen Wohnhaus Meister-Gerhard-Straße 5 vom Künstler Gunter Demnig vier Stolpersteine zum Gedenken an Hans David Tobar, seine Frau und seine Kinder verlegt.

## Bühnenstücke und Lieder von Hans Tobar (Auswahl)
- Köllen eyn Kroyn, Karnevalsrevue (1927/28)
- Unter der Narrenkappe, Karnevalsrevue (1928/29)
- Hallo! Köln auf Welle 1111, Karnevalsrevue (1929/30)
- D'r treue Husar, Karnevalsrevue (1930/31)
- E Beßsche Fasteleer, Karnevalsrevue (1930/31)
- Karneval wie einst, Karnevalsrevue (1932/33)
- Köln am Rhing en fröhere Zigge Musik und Text, (1930)
- Alle Poppe danze, Puppenspiel für das Millowitsch-Theater (1933)
- Krach im Morgenland, Puppenspiel (1935)
- Ja, das ist schön, Liedtext (1922) [Refr.: Schön ist die Jugend und schön sind die Rosen], Musik v. Joachim Henning (Op. 67)
- Am Rhein, der uns sein Liedchen leise rauschte, Liedtext [1933], Musik v. Joachim Henning (Op. 138)